# Эскуаймолт (база Канадских вооружённых сил)

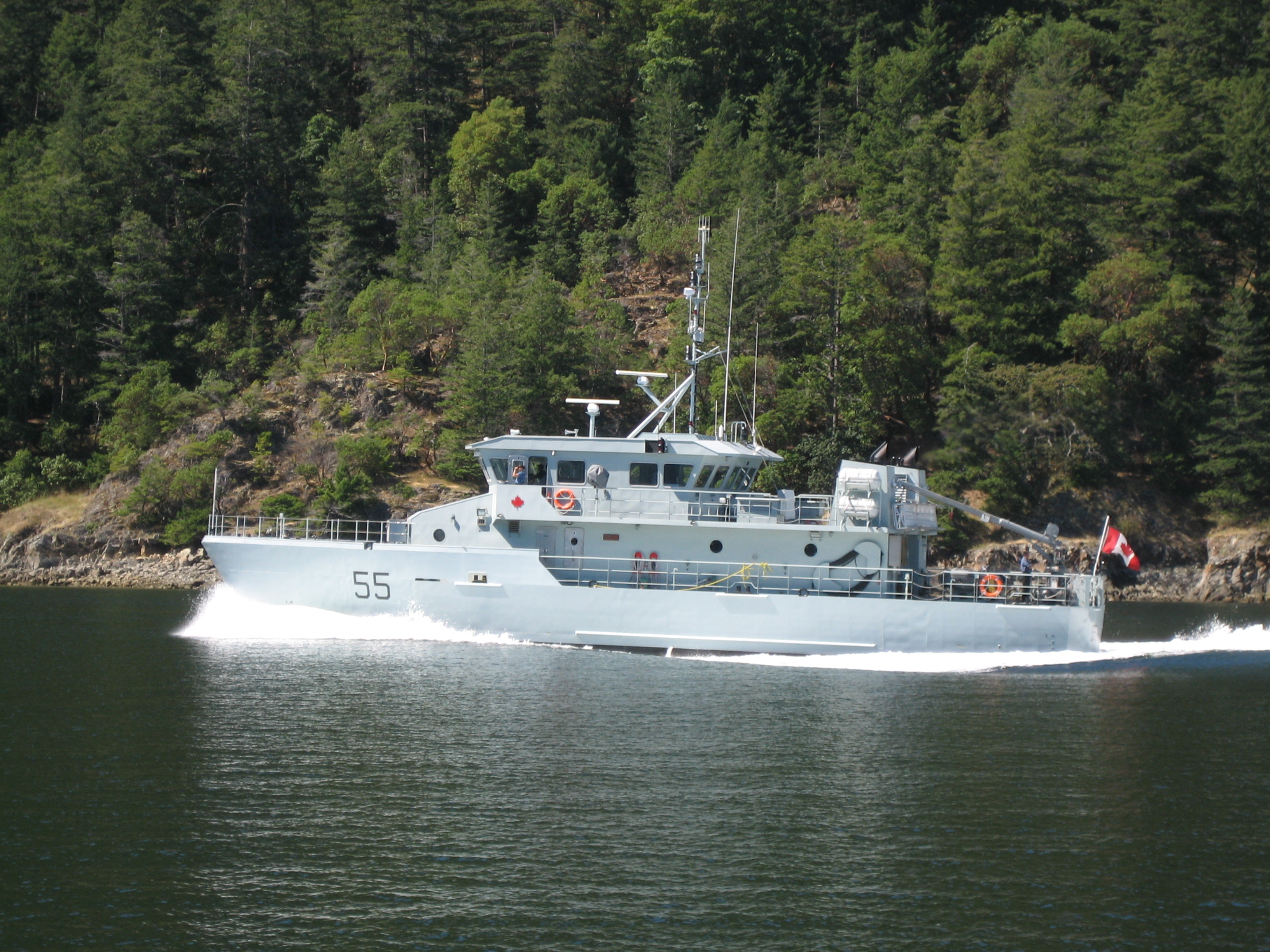
Орка (PCT 55) проплывает острова Галф, 1 августа 2007

Ба́за Кана́дских вооружённых сил Эскуаймо́лт (англ. Canadian Forces Base Esquimalt, CFB Esquimalt) — военно-морская база на тихоокеанском побережье Канады, порт приписки ВМС в Тихом океане и штаб Объединённой оперативной группы в Тихом океане.
База занимает примерно 41 км² у южной оконечности острова Ванкувер, на берегу пролива Хуан-де-Фука, внутри и за пределами муниципалитета Эскуаймолт (Британская Колумбия), к западу от провинциальной столицы Виктории.
К БКВС Эскуаймолт относится ряд учреждений: Наден (бывший ККЕВ Наден), Канадская верфь Её Величества (КВЕВ) Эскуаймолт, Ремонтная мастерская Кейп-Бретон, Школа пожаротушения и борьбы за живучесть, Образовательный центр морских офицеров (ОЦМО Венчур) и большое количество зданий, в том числе 716 квартир для женатого личного состава, расположенных в девяти микрорайонах, таких как Белмонт-Парк, Уорк-Пойнт и Ройал-Роудс.
Современные верфь и сухой док, известные как Канадская верфь Её Величества (КВЕВ) Эскуаймолт, ведут историю от Эскуаймолтской верфи военно-морских сил Великобритании (1842—1905), которая впоследствии до 1911 г. являлась Тихоокеанской базой ВМС Великобритании, пока не пропала потребность в такелажниках. В настоящее время она является штабом канадского ВМФ в Тихом океане.

### Близлежащие инженерные сооружения ВМС
- ОИМПКВС Нанус-Бей: испытательный морской полигон на острове Ванкувер
- МРГ Олдергров: коммуникационная ретрансляционная точка в материковой Британской Колумбии

### Историческое окружение
- Верфь ВМС Великобритании Эскуаймолт 1842—1905
- Казармы Уорк-Пойнт 1887—1968 (вошли в состав БКВС Эскуаймолт)
- Список кораблей ВМС Великобритании на Тихоокеанском Северо-Западе 1579—1900-е гг.
- Военный колледж Ройал-Роудс 1940—1995